# Palais Ludwig Ferdinand

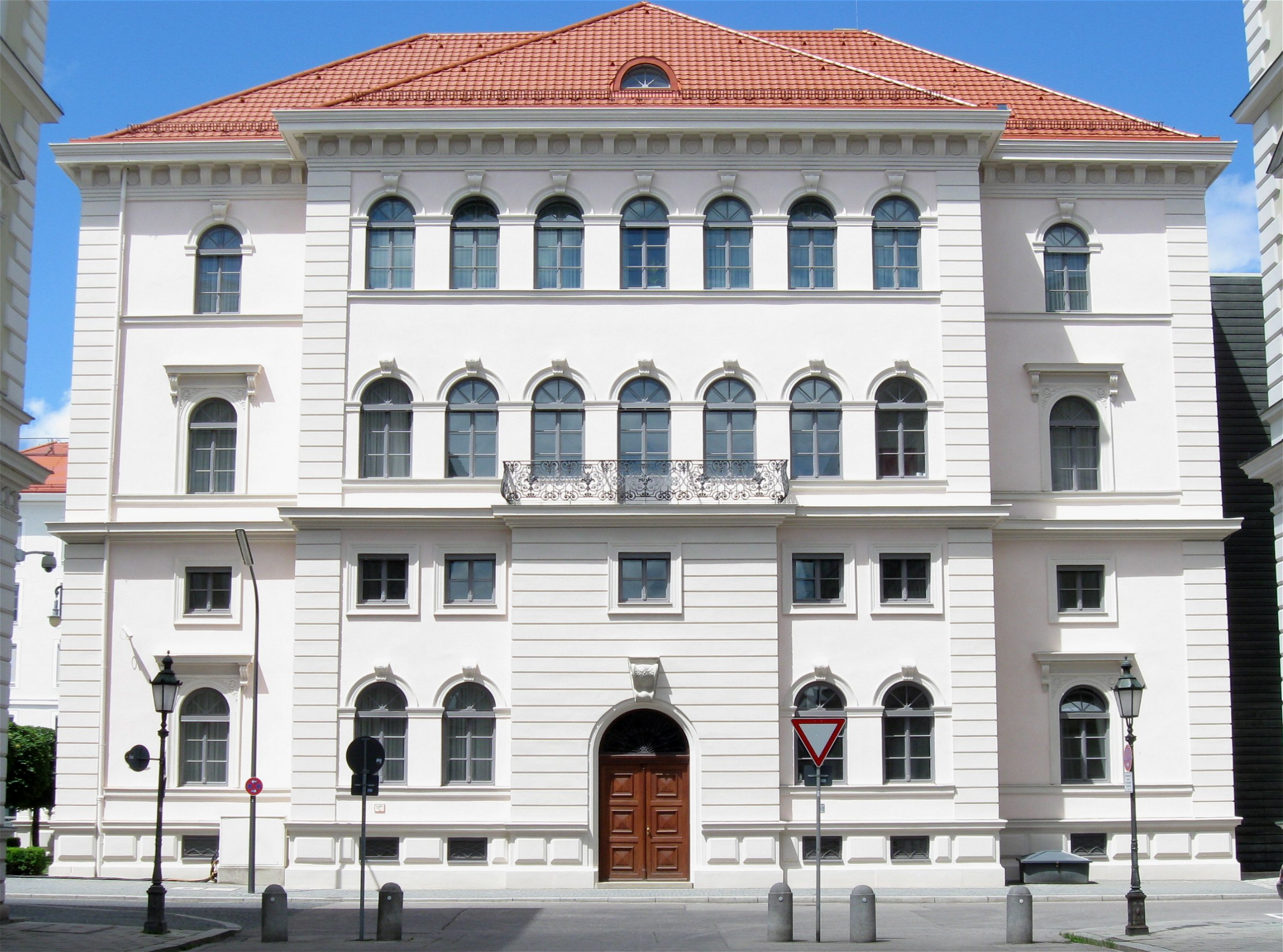
La fachada este del palacio, hacia la Odeonsplatz.

El Palais Ludwig Ferdinand, también llamado Alfons Palais y Siemens Palais, es un palacio de principios del siglo xix de Múnich, Alemania, diseñado por Leo von Klenze. Está situado en el número 4 de la Wittelsbacherplatz pero forma un conjunto con los edificios en el lado oeste de la Odeonsplatz. Fue primero la residencia propia de Klenze, posteriormente perteneció a los príncipes Alfonso y Luis Fernando de Baviera. Actualmente es la sede de Siemens.
El palacio fue construido entre 1825 y 1826 para Karl Anton Vogel, un fabricante de hilo de oro y plata, según el proyecto de Franz Xaver Widmann y con las fachadas diseñadas por Leo von Klenze, que vivió en el piano nobile del edificio durante veinticinco años. Klenze había concebido originalmente la parcela para la primera iglesia protestante de Múnich, pero esta se construyó posteriormente en otro lugar según el diseño de Johann Nepomuk Pertsch. La fachada este del palacio está en la boca de una corta calle sin nombre que sale de la Odeonsplatz, entre el Odeón y el Palacio Leuchtenberg, dos edificios que Klenze había diseñado previamente con exteriores idénticos, de manera que en ese lado los tres edificios forman un conjunto. Esta era originalmente la fachada principal del palacio, diseñada por Klenze con una ventana central que sobresalía y un balcón por encima de la entrada principal, y con detalles que imitaban su edificio del Bazar al otro lado de la Odeonsplatz. En torno a 1850, el edificio se amplió hacia el oeste.
Desde 1878 el edificio perteneció a los príncipes Alfonso y Luis Fernando de Baviera, de quien proceden sus antiguos nombres. Luis Fernando lo remodeló, y en torno a 1900 la fachada hacia la Wittelsbacherplatz fue embellecida con puertas arqueadas y un balcón.
El edificio fue dañado gravemente en la Segunda Guerra Mundial. Tras su reconstrucción, en 1949 fue alquilado a Siemens & Halske, un predecesor de Siemens AG. Tras la muerte del príncipe Luis Fernando en 1949, los primos Hermann von Siemens y Ernst von Siemens, entonces presidente y director ejecutivo de la empresa, decidieron comprarlo para que fuera la sede de la compañía y albergara el consejo de administración y el consejo de supervisión, y en 1957 firmaron el contrato de venta con los herederos del príncipe. Estas instituciones de Siemens todavía se encuentran en la actualidad en el edificio. En 1968 se añadió una escalera en el lado de la Wittelsbacherplatz. El edificio y sus nuevas alas, que ocupan toda la manzana rodeada por las calles Finkenstraße, Kardinal-Döpfner-Straße y Oskar-von-Miller-Ring e incluyen el SiemensForum München, fueron sometidos a una profunda renovación que se completó en 2016.